# Jean de Recondo
Pour les articles homonymes, voir de Recondo.
Jean de Recondo, né le  18 août 1929  à Irun (Espagne) et mort le 26 juillet 2017 à Saint-Rémy-lès-Chevreuse (Yvelines) est un neurologue hospitalo-universitaire français. Chef de service à l'hôpital Sainte-Anne, il a enseigné à la faculté de médecine Cochin-Port Royal. 

## Publications
- Les Mouvements conjugués oculaires et leurs diverses modalités d'atteinte (1967)
- Avec Pierre Rondot : La Maladie de Parkinson Paris : J.B. Baillière. (1976)
- Sémiologie du système nerveux, du symptôme au diagnostic (1995)
- Avec Anne-Marie de Recondo : Pathologie du muscle strié, de la biologie cellulaire à la thérapie (2001)